# Джаны-Талаа
Джаны-Талаа (кирг. Жаңы-Талаа) — село в Кара-Кульджинском районе Ошской области Кыргызстана. Административный центр Карагузского айылного аймака.

## География
Село расположено в северо-восточной части области, на левом берегу реки Тар, на расстоянии приблизительно 8 километров (по прямой) к западо-юго-западу от села Кара-Кульджа, административного центра района. Абсолютная высота — 1208 метров над уровнем моря.

## Население
Согласно оценочным данным Национального статистического комитета Кыргызской Республики, численность населения села на начало 2023 года составляла 1276 человек.
| год     | 2009 | 2014 | 2015 | 2020 | 2021 | 2023 |
| ------- | ---- | ---- | ---- | ---- | ---- | ---- |
| человек | 1431 | 1339 | 1343 | 1367 | 1383 | 1276 |